# 海象級潛艇
海象級潛艦是荷蘭海軍目前唯一現役潛艦群，從90年代開始服役，都以海洋哺乳動物命名，特殊之處在於接近十字形狀的艦尾；其升降舵和方向舵是X型排列。這種船尾是60年代由美軍青花魚號潛艇 (AGSS-569)率先使用，此後有海象級、瑞典Sjöormen級、澳洲柯林斯級、德國212A級都採用X型艦尾。

## 電子系統
海面搜索雷達: 
- Signaal/Racal ZW 07

聲納: 
- Thomson Sintra TSM 2272 Eledone Octopus
- Thomson Sintra DUUX 5 被動聲納
- GEC航電2026型天線陣列

火控系統：
- HSA SEWACO VIII 自動反應系統
- GTHW 魚叉飛彈與魚雷聯合控制系統

## 圖片

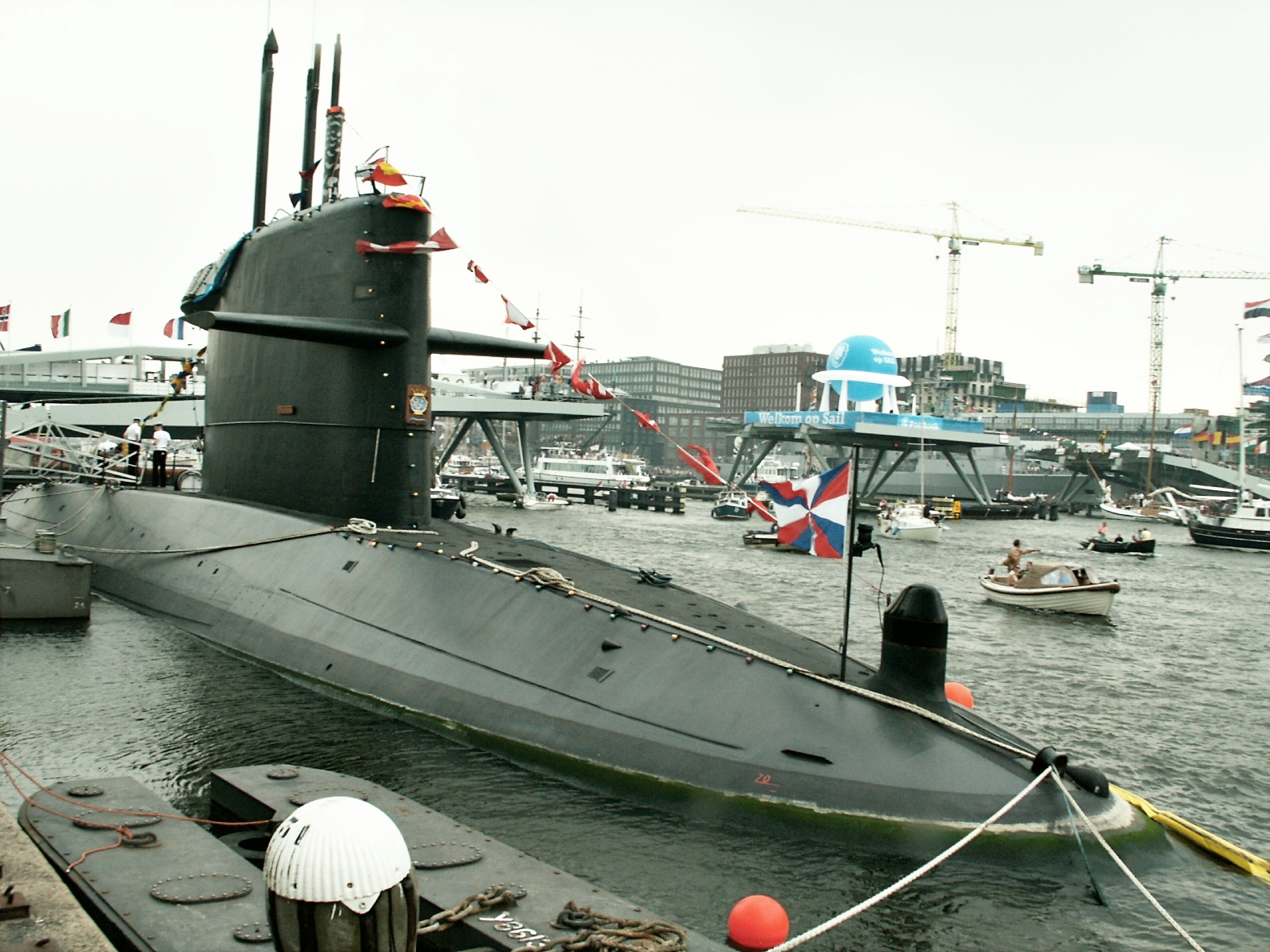
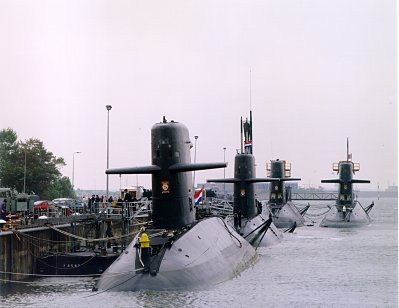

## 參看連結
- 劍龍級潛艇
- 維吉尼亞級
- 柯林斯級潛艇

## 外部連結
- 荷蘭海軍 （页面存档备份，存于）
- http://www.dutchsubmarines.com 美國國會圖書館的存檔，存档日期2002-09-15

1. ↑  「劍龍級」潛艦技術從這裡來的 荷蘭海軍「海象潛艦」退役